# Cyphon pallicolor
Cyphon pallicolor là một loài bọ cánh cứng trong họ Scirtidae. Loài này được Fairm miêu tả khoa học năm 1885.